# BRT de Dakar
Pour les articles homonymes, voir BRT.
Le BRT de Dakar (pour Bus Rapid Transit), aussi appelé commercialement SunuBRT, est un réseau de bus à haut niveau de service (BHNS), mis en service à Dakar, au Sénégal.
Il comporte actuellement deux lignes : la ligne B1 et la ligne B2, reliant la gare routière de Petersen dans le centre-ville de Dakar (station Petersen – Papa Gueye Fall) à la préfecture de Guédiawaye.

## Histoire
En 2020, les travaux du BRT démarrent.
Le réseau est inauguré avec les deux premières lignes B1 et B2, entre les stations de Petersen – Papa Gueye Fall et Préfecture de Guédiawaye,.

## Le réseau actuel

### Aperçu général
Le réseau comporte une liaison de bus à haut niveau de service de 14 stations réparties sur 18,3 km, équipées d'un quai central et de portes palières similaires à celles d'un métro,. Le BRT propose une fréquence de passage de 6 minutes de 6h à 21h.

### Lignes et fréquentation
| Ligne           | Parcours                                              | Mise en service | Longueur en km | Nombre de stations | Fréquence (HP - HC)                 | Fréquentation septembre 2021 | Dernière extension | Matériel roulant |
| --------------- | ----------------------------------------------------- | --------------- | -------------- | ------------------ | ----------------------------------- | ---------------------------- | ------------------ | ---------------- |
| B1 Omnibus      | Petersen – Papa Gueye Fall ↔ Préfecture de Guédiawaye | 2024            | 18,3 km        | 14 (23 à terme)    | Toutes les 6 minutes Lundi-Dimanche |                              | -                  |                  |
| B2 Semi-express | Petersen – Papa Gueye Fall ↔ Préfecture de Guédiawaye | 2024            | 18,3 km        | 7                  | Toutes les 6 minutes Lundi-Samedi   |                              | -                  |                  |